# Musée de l'Évolution humaine
Le musée de l'Évolution humaine ou MEH de Burgos en Espagne sert à l'exposition des pièces archéologiques de la sierra d'Atapuerca, classée au Patrimoine mondial. Il est la pièce centrale du Complexe de l'évolution humaine qui le place entre un palais des congrès et le laboratoire principal des gisements d'Atapuerca, le CENIEH, ce qui rapproche la recherche du public. Ouvert au début des années 2010, le complexe est le lieu de recherche et de rencontres autour des gisements d'Atapuerca qui était attendu par les équipes de recherches, qui ne disposaient que de préfabriqués jusque-là. Depuis son ouverture le musée bénéficie d'un flux de visiteurs croissant, avec un total de 370 000 visiteurs sur le circuit d'Atapuerca en 2016.
En 2022, le musée a réussi à récupérer les chiffres pré-pandémiques, obtenant 142 766 visiteurs (uniquement l'exposition permanente du MEH, sans compter les visites d'expositions temporaires, ou du  site archéologique d'Atapuerca), approchant les 151 877 visites qu'il avait en 2019, se plaçant à nouveau parmi l'un des musées les plus visités d'Espagne.

## Histoire
Le terrain sur lequel a été construit le complexe était autrefois occupé par le couvent de San Pablo, l'une des premières maisons de l'ordre des Prêcheurs en Castille-et-León. Des casernes militaires l'ont remplacé après sa disparition dans le milieu du XIXe. Enfin la démolition de ces casernes au XXe siècle a laissé la place à un parking.
En 2000, année de la première inscription des sites archéologiques d'Atapuerca au Patrimoine Mondial, la décision fut prise d'y construire un musée sur l'évolution humaine. L'architecte Juan Navarro Baldeweg a été choisi après une compétition internationale où sa conception l'a emporté devant celles de Cruz y Ortiz, Steven Holl, Arata Isozaki et Jean Nouvel. Les travaux débutèrent en 2005 ; le musée fut ouvert dès 2010, achevé en mai 2011 et l'ensemble des travaux du complexe, fin 2012.

## Organisation

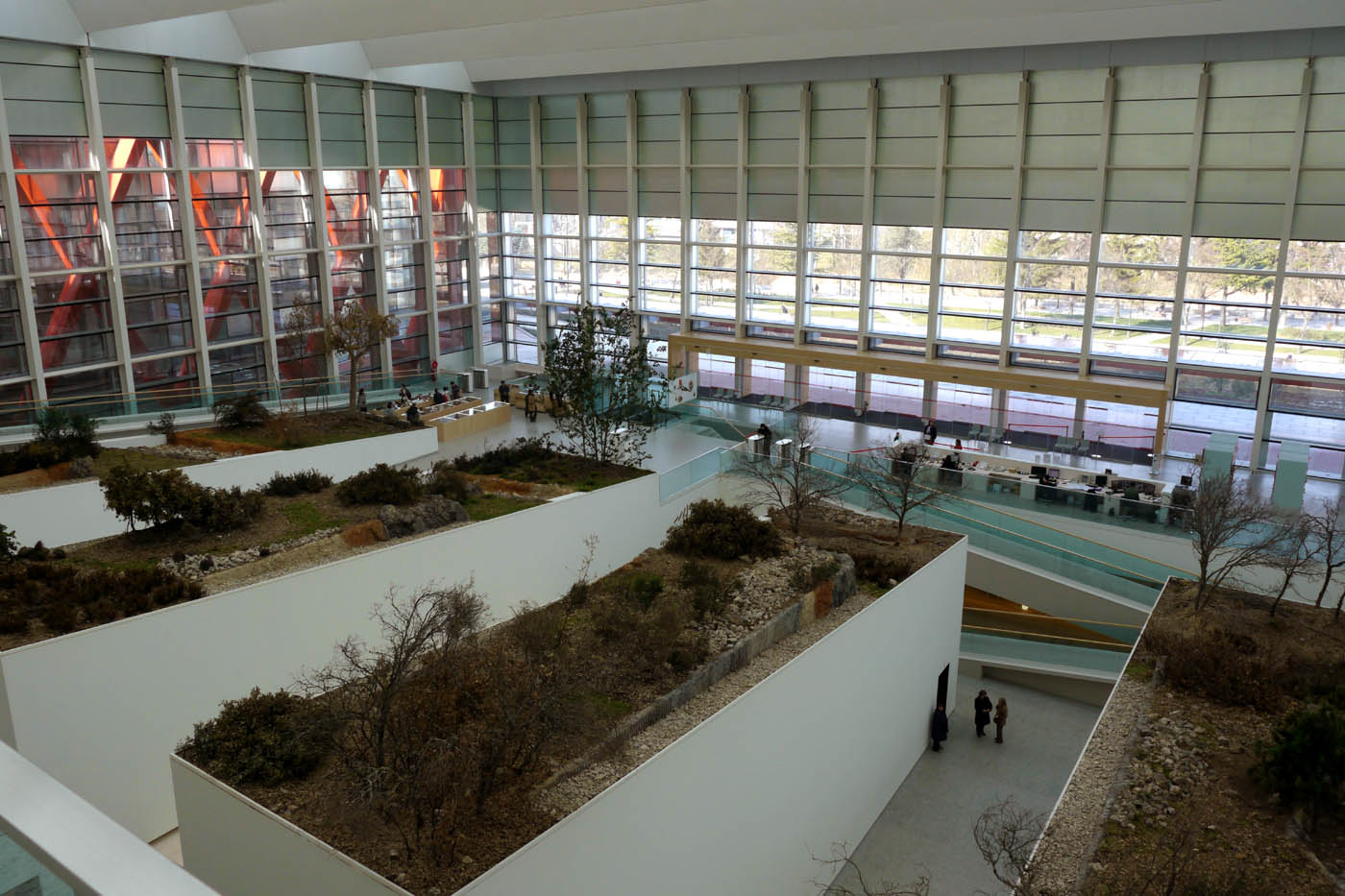
Vue intérieure de l'entrée du musée et des salles d'exposition.

### Première partie
L'entrée se fait par la façade principale, après quoi la visite débute par une descente au niveau inférieur, le cœur du musée. Trois salles sombres présentent les pièces maîtresses originales, extraites des principaux sites : la Gran Dolina, la Sima del Elefante et la Sima de los Huesos. Les toits de ces salles sont surmontés de végétation de manière à symboliser la Sierra d'Atapuerca avec ses grottes. À la sortie de cette première séquence les résultats des fouilles d'El Portalón et de la Cueva del Silex sont exposés. Enfin des appareils numériques permettent de comprendre les processus de fouilles de manière ludique et un salon présente un court-métrage sur l'équipe de recherche.

Quelques-unes des pièces exposées au MEH
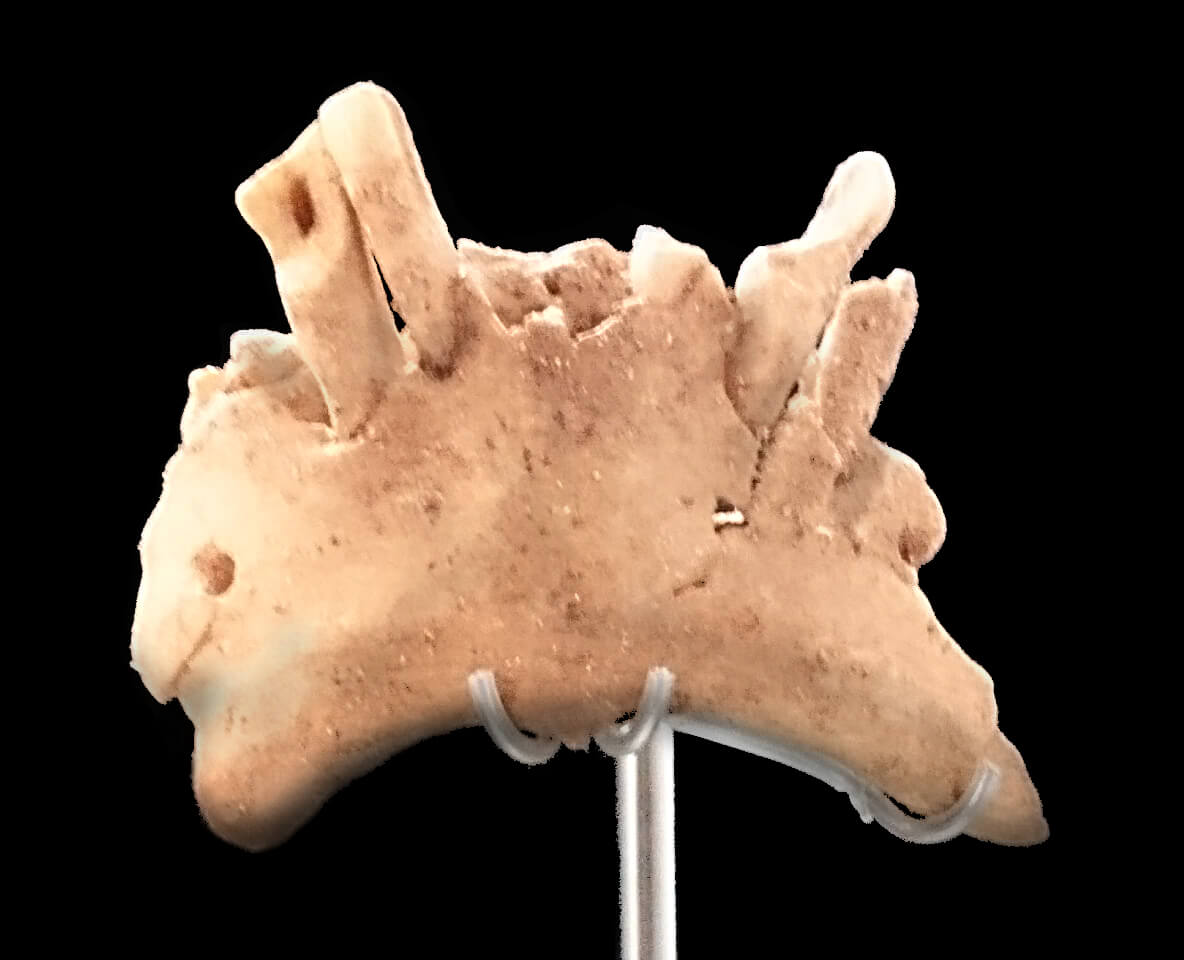
Mandibule d'au moins 1,22 Ma de la Sima del Elefante.
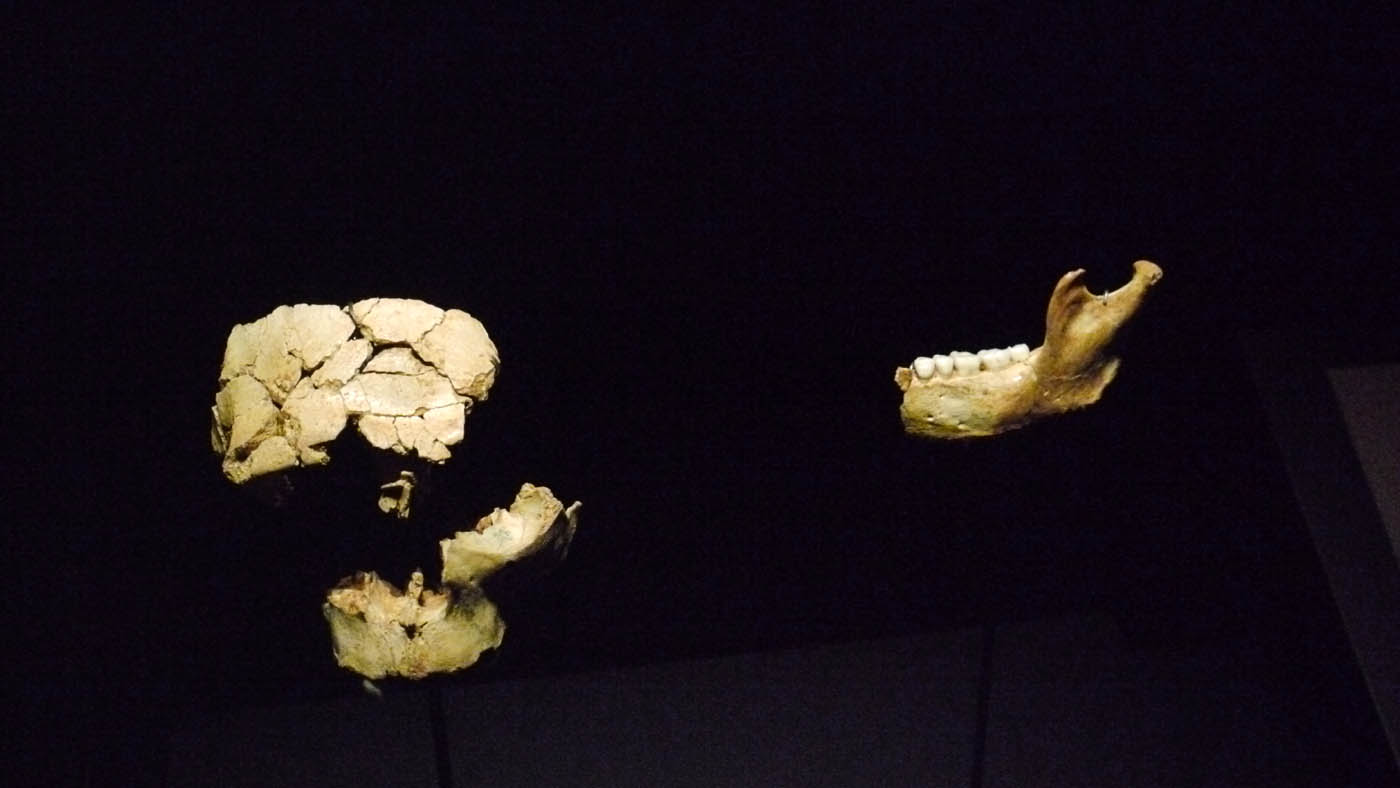
Homo antecessor de la Gran Dolina.
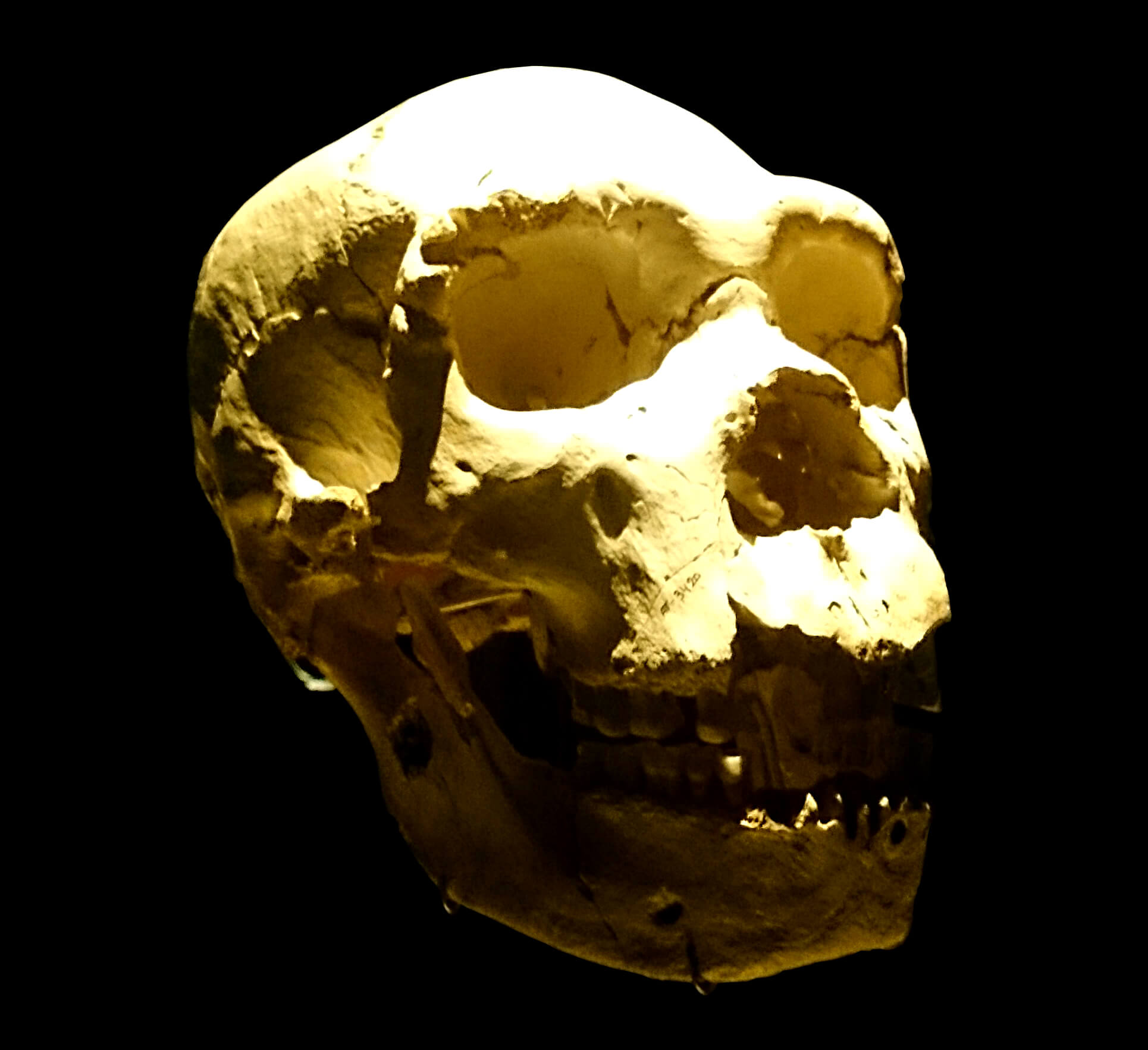
Miguelón, crâne de 430 000 ans de la Sima de los Huesos.

### Premier niveau
La visite se poursuit au premier étage avec l'exposition en cours. Une reproduction de l'espace de travail de Charles Darwin dans le Beagle et une frise explicative nous apprend l'histoire de la théorie de l'évolution, ses implications biologiques et sa compréhension actuelle. Des reproductions grandeur nature des différents hominina qui nous ont précédés, des australopithèques aux hommes de Néandertal, sont exposées, réalisées par la sculptrice française Élisabeth Daynès.

### Second niveau
Le niveau supérieur présente le chasseur-cueilleur d'avant la révolution néolithique, ses différences et points communs avec l'homme du XXe siècle, et l'évolution culturelle.

### Troisième niveau
Le dernier niveau reproduit les trois écosystèmes principaux où les hommes ont vécu : la jungle, la savane, et la toundra et la steppe de la dernière glaciation.

## Visites: leSystème Atapuerca
Le MEH est aussi le point de départ des visites guidées du site d'Atapuerca. Dirigées par des membres de l'équipe des fouilles, les visites partent en fin de matinée en bus pour se rendre au CAYAC (Centro de Acceso a los Yacimientos), point de rencontre pour les visites du site, pour arriver à l'entrée de la Trincherra del Ferrocaril où on découvre les trois lieux de fouilles extérieures principaux : la Sima del Elefante, Galería et la Gran Dolina. Le déjeuner a lieu dans le village d'Atapuerca plus au nord, puis la fin d'après-midi est consacrée au CAREX (Centro de Arqueología Experimental) à proximité, où on peut pratiquer la fabrication des outils lithiques préhistoriques, la peinture murale à l'ocre, la chasse à la sagaie avec propulseur et à l'arc et la fabrication du feu.
L'ensemble de ces sites d'accès et de pédagogie sont appelés le Modèle ou Système Atapuerca.